# Nikkó szentélyei és templomai
Nikkó városa (日光, Hepburn-átírással: Nikkou) Japánban, a Honsú szigeten elterülő Tocsigi prefektúrában található. A város a Nikkó Nemzeti Park bejáratánál helyezkedik el, és elsősorban vallási épületeiről és az ezeket körülvevő természetes környezet szépségéről híres. Nikkó számos sintó szentélye és buddhista temploma közül két szentély és egy buddhista templom az I-es, IV-es és VI-os kritériumok alapján 1999 óta az UNESCO világörökség részét képezi. Ezek a Futaraszan és a Tósógú szentélyek, illetve a Rinnódzsi templom, amelyek együttesen egy 103 épületből összetevődő szentély-templom-komplexumot alkotnak. A három létesítmény közül Nikkó leghíresebb látványosságaként kiemelkedik a Tósógú, amely Japán legfényűzőbben díszített szentélye és egyben Tokugava Iejaszunak (徳川家康, Tokugawa Ieyasu), a Tokugava-sógunátus megalapítójának végső nyughelye. Történelmi jelentősége miatt külön említésre érdemes még a Rinnódzsi templom Taijúinbjó nevű altemploma. Itt nyugszik ugyanis a harmadik Tokugava-sógun, Iejaszu unokája, Iemicu (徳川家光, Tokugawa Iemitsu).

## A kezdetek
766-ban, amikor Japán fővárosa még Narában volt, Sódó Sónin (勝道上人, Shoudou Shounin) buddhista szerzetes a Nikkót körülvevő hegyekbe ment, és miközben bejárta a környéket, megalapította a ma Rinnódzsi (輪王寺, Rinnouji) néven ismert templomot. Neki tulajdonítják a Csúzendzsi templom (中禅寺, Chuuzenji) és a helyi hegyistenségeknek szentelt Futaraszan szentély (二荒山神社, Futarasan jinja) megalapítását is. Ebből is látható, hogy milyen szorosan fonódott össze egymással a buddhizmus és az őshonos hegyistenségek imádata Nikkó keletkezésében. Nem meglepő, hogy a város a szinkretikus sugendó hegykultusz egyik központja lett a középkorban.

## Futaraszan szentély

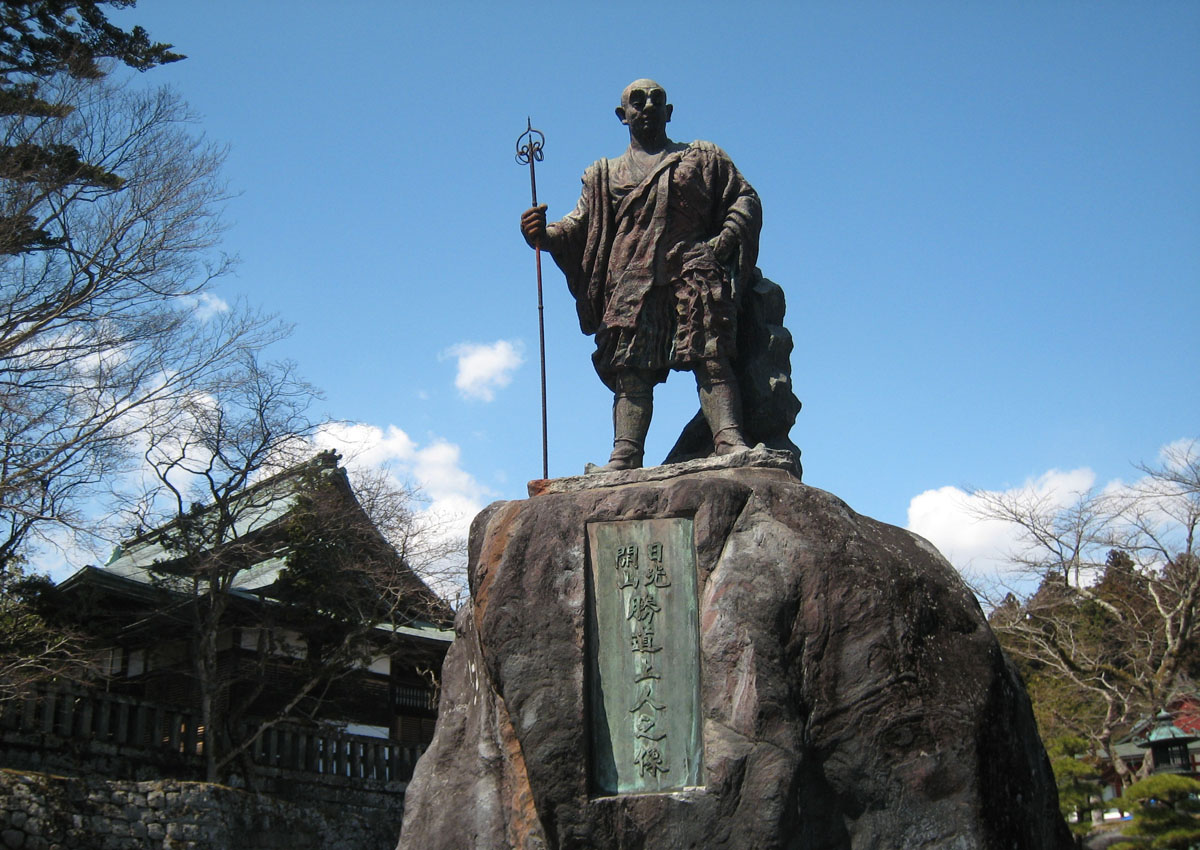
Sódó Sónin szobra Nikkóban

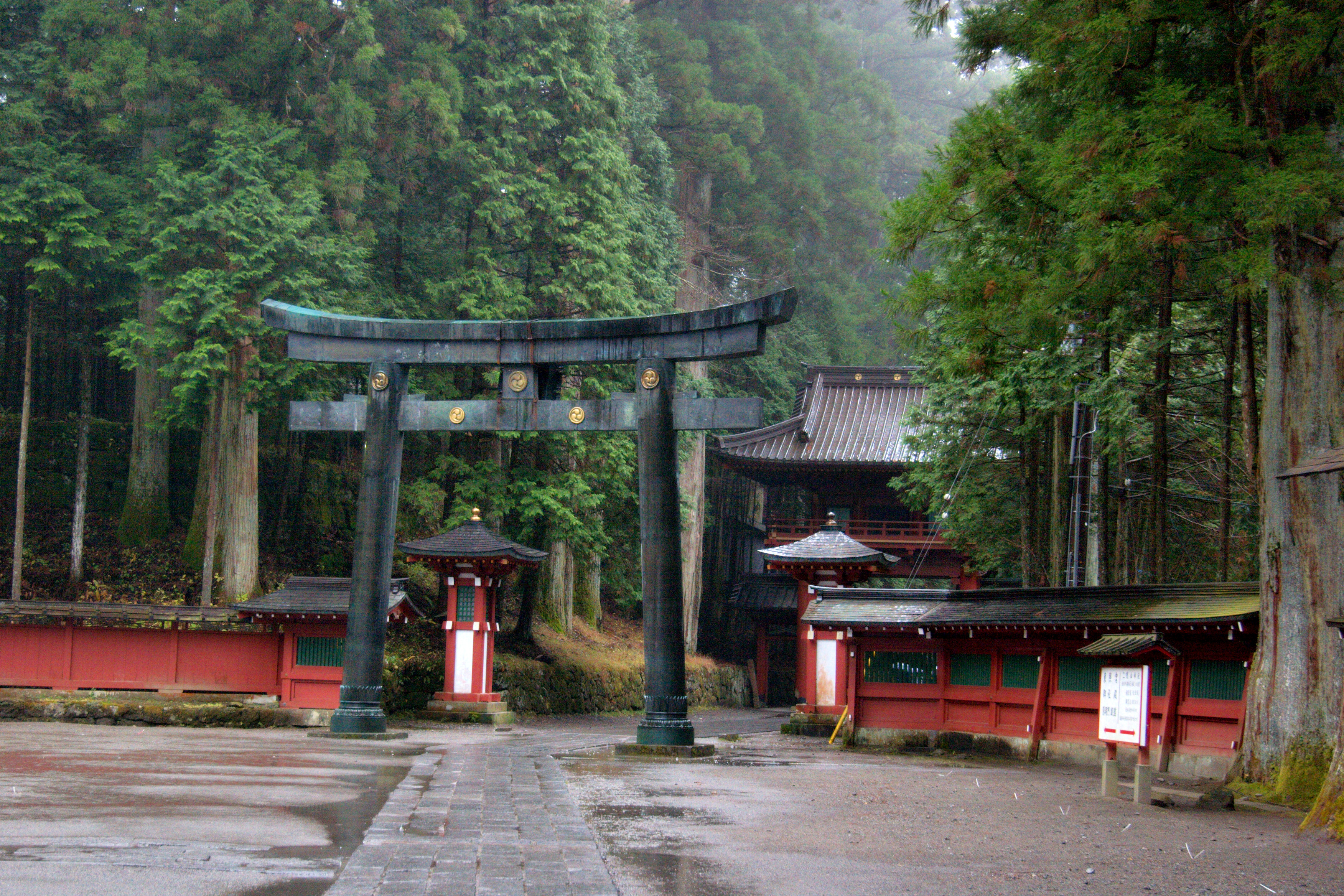
Futaraszan

Nikkó szentélyeit észak felől magas hegyek határolják. Ezek közül a hegyek közül három egyfajta „apából” (Nantaiszan), „anyából” (Njohószan) és „gyermekből” (Tarószan) álló családot alkot, és egyben a Futaraszan szentély fő istenségeinek is számít. A „családtagok” közül a Nantaiszan bír a legnagyobb jelentőséggel, a szentély neve is tőle eredeztethető: a Futaraszan a Nantaiszan egy alternatív elnevezése. A szentélyt 782-ben alapította a már említett Sódó Sónin, és ez a mai napig megmaradt a helyi hegyistenségeket imádó ősi sintó hagyomány őrzőjének. Japánban a hegyek tisztelete egészen a neolitikumig vezethető vissza: ijesztő, ugyanakkor védelmező szellemekként tornyosultak az emberek fölé, és a közelükben hömpölygő folyókon keresztül biztosították a lakosság életben maradását. Szerepük nagy jelentőségének köszönhetően sokáig megőrizték főisteni pozíciójukat, és amikor a buddhizmus a 8. században Japánnak ezt a területét is elérte, természetes volt, hogy az ősi kultuszokat is magába olvasztotta. Ma a Futaraszan Nikkó központi részén, a pompás Tósógú (東照宮, Toushouguu) mellett áll, és bár manapság gyakran a fényűző szomszédság árnyékába kerül, még mindig ez a szentély tekinthető Nikkó spirituális szívének. A létesítmény spirituális jelentősége gazdag történelmi múlttal is párosul: ezt a szentélyt már a 10. századból származó Engisiki is az egykori Simocuke tartomány (a mai Tocsigi prefektúra) fő szentélyének minősíti, és Nikkó eredeti szentélyének tekinthető. Technikailag a szentély területétől egy kilométerre fekvő Sinkjó híd (神橋, Shinkyou, jelentése: istenek hídja) is a Futaraszanhoz tartozik. Az istenek hídja a Kintaikjó (Jamagucsi prefektúra, Ivakuni város) és a Szaruhasi (Jamanasi prefektúra) hidak mellett Japán három legszebb hídjának egyike. A teljes egészében cinóbervörös lakkal fedett híd vezet a nikkói szentélyek és templomok bejáratához. A Daija folyón átívelő híd egy Sódó Sóninhoz kapcsolódó régi legenda miatt eredetileg Jamaszuge-no-Dzsabasi (jelentése: kígyók hídja vadsással) néven volt ismert. A legenda szerint Sódó és tíz tanítványa megpróbáltak átkelni a Daija folyón, de a túlságosan erős sodrás útjukat állta. A szerzetesek hevesen imádkozni kezdtek egy átkelési lehetőségért, mire egy buddhista istenség közbelépett az érdekükben. Egy piros és egy kék kígyóval a karján megjelent a szerzetesek előtt, majd az állatokat áthajította a folyó felett. A két kígyó összefonódva egy hidat formált, amelyen keresztül Sódó és tanítványai biztonságban átjutottak a túlparta. A ma is látható Sinkjó hidat 1636-ban építették, de ennek az építését megelőzően is állt ott egy tisztázatlan eredetű híd. Az istenek hídja kezdettől fogva a legelőkelőbb nemesség igényeit elégítette ki, és alkalmanként szertartásos célokat is szolgált. Az egyszerű alattvalók, már ha egyáltalán részesültek a szentélyek és templomok meglátogatásának kiváltságában, egy a folyón lefelé pár méterrel arrébb fekvő hidat használtak, amelynek helyén ma egy autóforgalom számára alkalmas híd áll. A Sinkjó híd privilegizált helyzete igen lassan változott meg, egészen 1973-ig el volt zárva a nagyközönség elől.

## Rinnódzsi templom

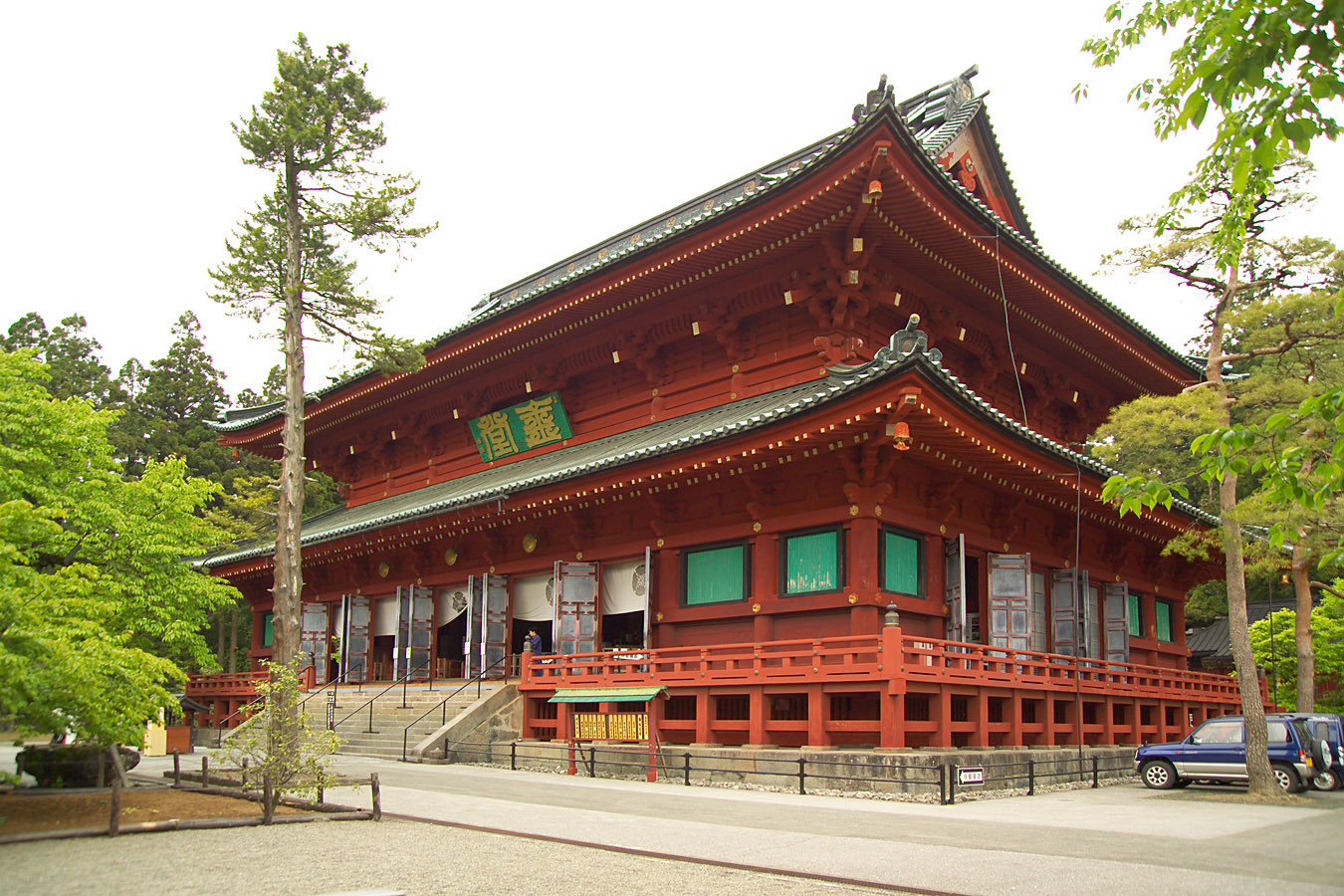
Rinnódzsi, Szanbucudó

A Rinnódzsi Nikkó legfontosabb buddhista temploma, amely 15 altemplomból áll. Alapítójának, a híres Sódó Sónin buddhista szerzetesnek az emléket egy a templom parkjában található szobor őrzi. A templom a tendai buddhista szektához tartozik. Alapítása után gyorsan népszerűvé vált a világtól elvonulni és a hegyekben meditálni vágyó aszketikus szerzetesek körében, és a létesítmény jelentősége is nagy léptékben nőtt. Az Edo-korszakban Nikkó tényleges vallásos hatalmi centruma volt, ahol számos szentélyekkel kapcsolatos ügyet szabályoztak. Hatalmának csúcspontján 500 altemplom tartozott az irányítása alá. A Rinnódzsi ismertségét elsősorban a Szanbucudó csarnoknak és Sójóen kertnek köszönheti. A Szanbucudó (三仏堂, Sanbutsudou, jelentése: A Három Buddha Csarnoka) csarnok a templom fő épülete, amely három több mint nyolc méter magas, aranyos lakkozású, fából készült szobornak ad otthont. Ezek a szobrok Amida buddhát és az őt kísérő Kannon bódhiszattva két megjelenési formáját, Szendzsu-Kannont (Ezerkarú Kannon) és Bató-Kannont (Lófejű Kannon) ábrázolják. A három istenségre úgy tekintenek mint a Futaraszan szentélyben tisztelt hegyi kamik buddhista manifesztációjára. A Szanbucudóval szemben áll a templom kincstára, melynek gyűjteményét a buddhizmushoz és a Tokugavákhoz kapcsolódó tárgyak alkotják. A kincstár mögött található egy kis japán stílusú kert, a Sójóen. A kert központi tavacskáját számos juharfa veszi körül, így sok látogató érkezik ide ősszel, hogy a juhar leveleinek változó színeiben gyönyörködhessen.

## Csúzendzsi templom

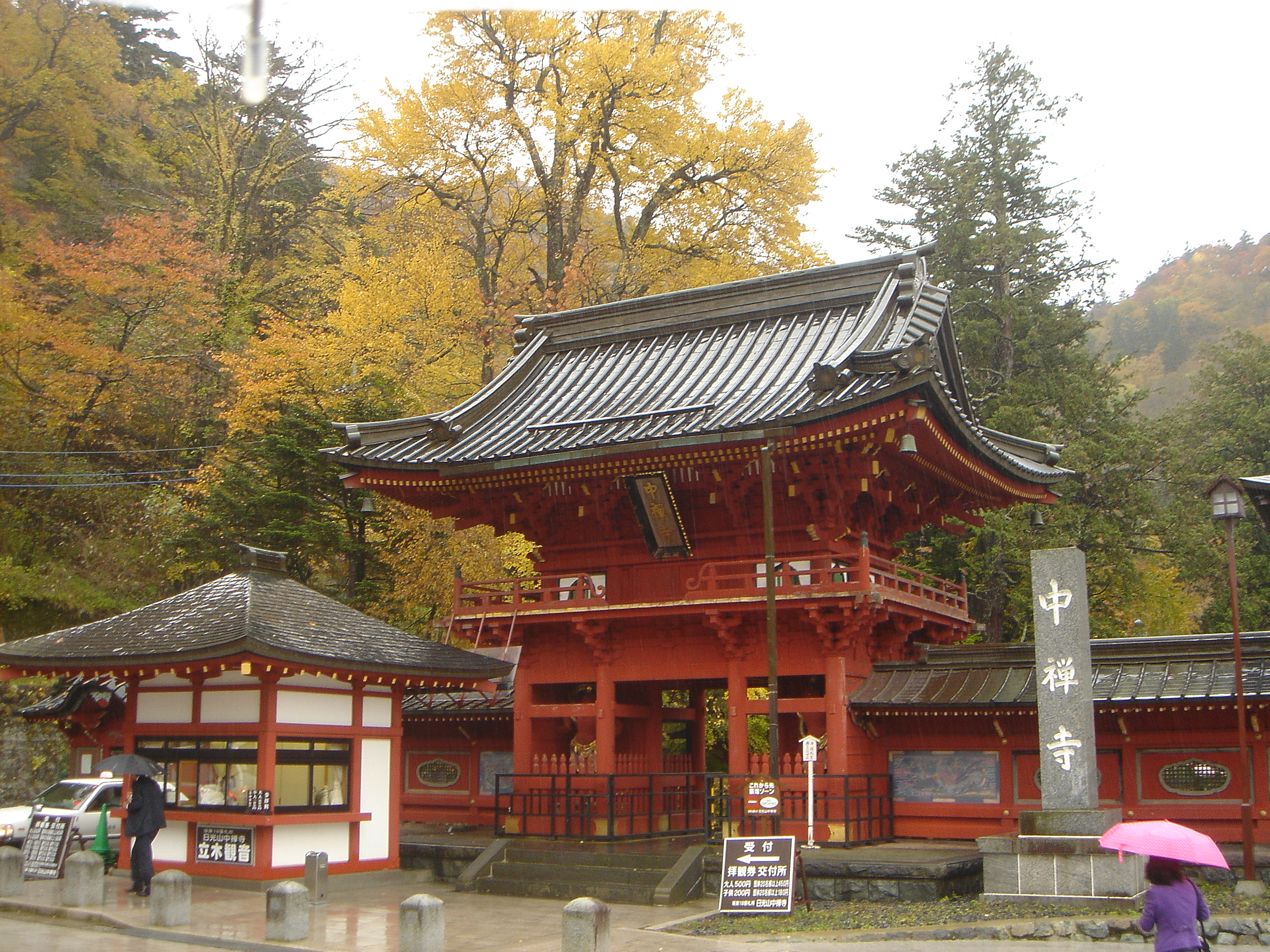
Csúzendzsi

A Csúzendzsi templom az utána elnevezett Csúzendzsiko (中禅寺湖, Chuuzenjiko) tó keleti partján fekszik. A templomot 784-ben Sódó Sónin alapította, ma a Rinnódzsi templomhoz tartozik. A Csúzendzsiben a vallásos hódolat legfőbb tárgya egy hat méter magas Kannon-szobor. A hagyomány szerint a szobrot maga az alapító faragta ki, és különlegessége abban rejlik, hogy az alapanyagul használt fát nem távolították el a talajból, az továbbra is a földben gyökerezik. A templom második emelete az öt buddhista bölcsességkirály egy ritka szoborcsoportjának ad otthont. A csarnok plafonját egy fehér sárkányt ábrázoló óriási festmény díszíti, amely ugyanannak a művésznek az alkotása, aki a Tósógú síró sárkányát is festette. A belső termek plafonját több mint száz fajta virág festett képe díszíti és borítja be, amelyek eredetije mind megtalálható Nikkó környékén. A templom tornácáról gyönyörű kilátás nyílik a Csúzendzsiko tóra.

## A Tokugava-bakufu spirituális központja
Ahogy a fenti információkból is kitűnik, a nikkói templom-szentély-együttest tehát már a Heian-kortól kezdve (8-12. század) is szent helyként tisztelték. Országos jelentőségre azonban csak akkor tett szert, amikor Tokugava Iejaszunak, az első Tokugava-sógunnak a mauzóleumát ide helyezték át. Ezzel Nikkó a Japán fölött több mint két és fél évszázadon át (1600-tól 1867-ig) uralkodó Tokugava-dinasztia spirituális központjává vált, és egyúttal az Edo-korszak sógunait övező kultikus tisztelet legjellemzőbb építészeti példájának is tekinthető.

## Tósógú, az első Tokugava-sógun mauzóleuma

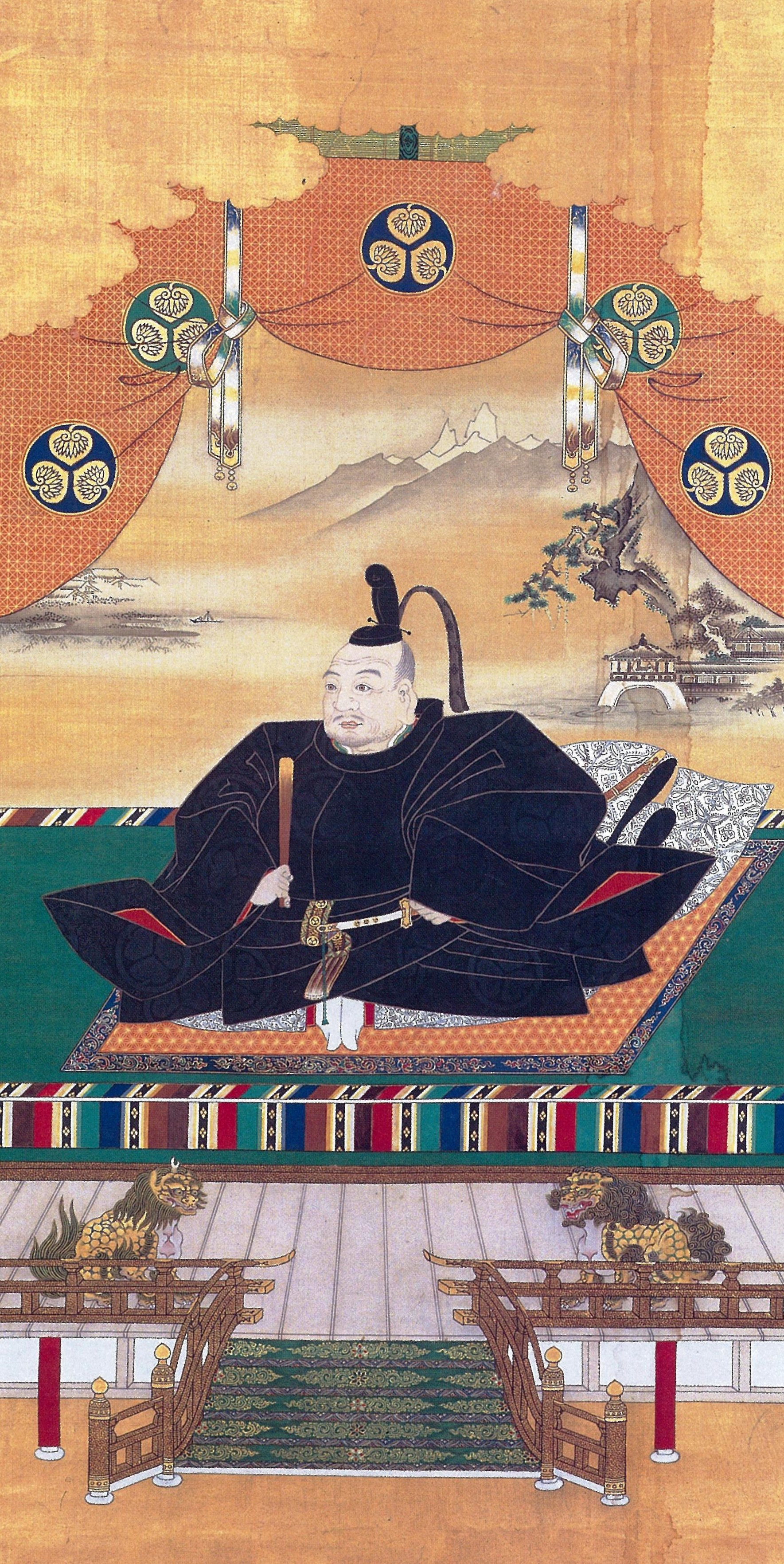
Tokugava Ieyasu

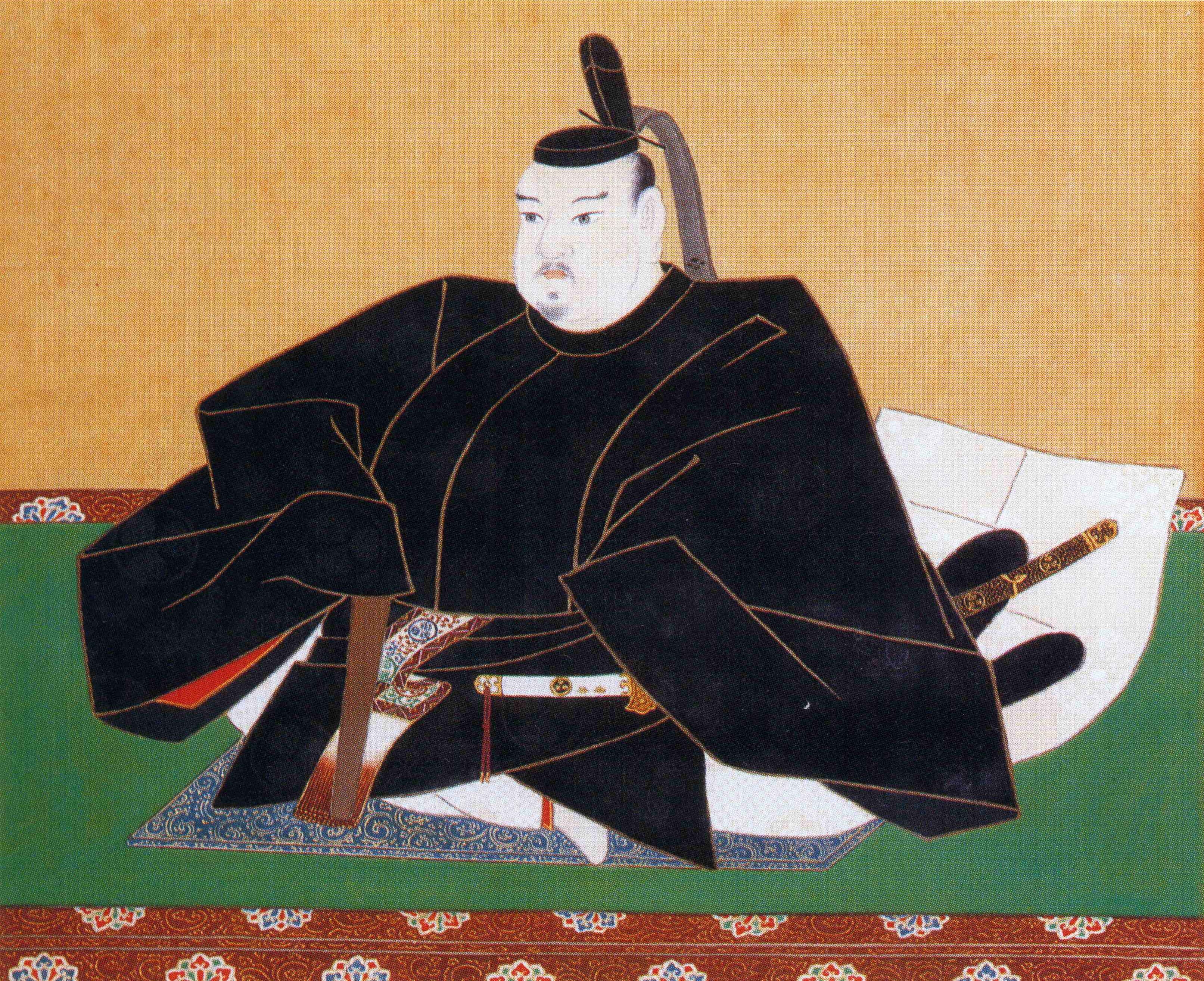
Tokugava Iemicu

A nikkói Tósógú egy 1617-ben alapított sintó szentély, amelyben Tokugava Iejaszut, a Tokugava-sógunátus első sógunát istenségként tisztelik. Iejaszu 1546. december 26-án született a mikavai Okazaki kastélyban (ma Okazaki város, Aicsi prefektúra). A japán történelem egy viharos korszakát követően sikeresen békességet teremtett az országban, és 1603-ban megalapította a Tokugava-sógunátus rendszerét. Tevékenysége békét és rendszert hozott a japán társadalomnak, miközben a sógun bőkezűen támogatta az ipart és a tudományokat. Iejaszu fektette le az Edo-korszak több mint 260 éven keresztül tartó békéjének és kultúrájának alapjait, nagyban hozzájárulva ezzel a modern Japán fejlődéséhez. 75 éves korában a Szunpu kastélyban (ma Sizuoka város, Sizuoka prefektúra) hunyt el 1616. április 17-én, és rögtön el is temették a Kunózan hegyen. Végakaratának megfelelően azonban egy évvel később, 1617. április 15-én földi maradványait átszállították mai helyükre. Iejaszu maradványainak a szentélyben való elhelyezése ünnepélyes keretek között zajlott le április 17-én a második sógun, Tokugava Hidetada (徳川秀忠, Tokugawa Hidetada) és más, a sógunátushoz és a császári udvarhoz tartozó méltóságok jelenlétében. A ceremónia helyszíne a mai Tósógú előfutárának számító szentély volt. Ez a szentély csak utólag, 1645-ben kapta meg a Tósógú nevet. A ma látható szentélykomplexumot Tokugava Iemicu parancsára majdnem teljes egészében újjáépítették 1636-ban, 20 évvel Tokugava Iejaszu maradványainak a szentélybe helyezése után. 55 épület, beleértve a nemzeti kincsé nyilvánított Jómeimon (陽明門, Youmeimon) kaput is, újjáépítését fejezték be mindössze egy év és öt hónap alatt. A szentély pénzügyi feljegyzései szerint a felújítás költségei mai pénzbe átszámítva 40 billió japán jennek felelnek meg. A nagyszabású renovációs projektet Tadzsima provincia kormányzója, Akimoto Jasutomo (秋元泰朝, Akimoto Yasutomo) irányította, a tényleges konstrukciós és ácsmunkák pedig Kóra Munehiro (甲良宗弘, Koura Munehiro) ácsmesterre voltak bízva.

### Elnevezés
A szentély hivatalos neve, Tósógú szó szerint fordítva azt jelenti, hogy a „Keleti Ragyogás/Megvilágító palotája”. A Keleti Ragyogás alatt Tokugava Iejaszut, pontosabban az ő kamivá magasztosult posztumusz létezését értik, amelyet Nikkóban a Keletet Beragyogó Istenségként, Tósó Daigongenként (東照大権現, Toushou Daigongen) tisztelnek. 

### Buddhista befolyás

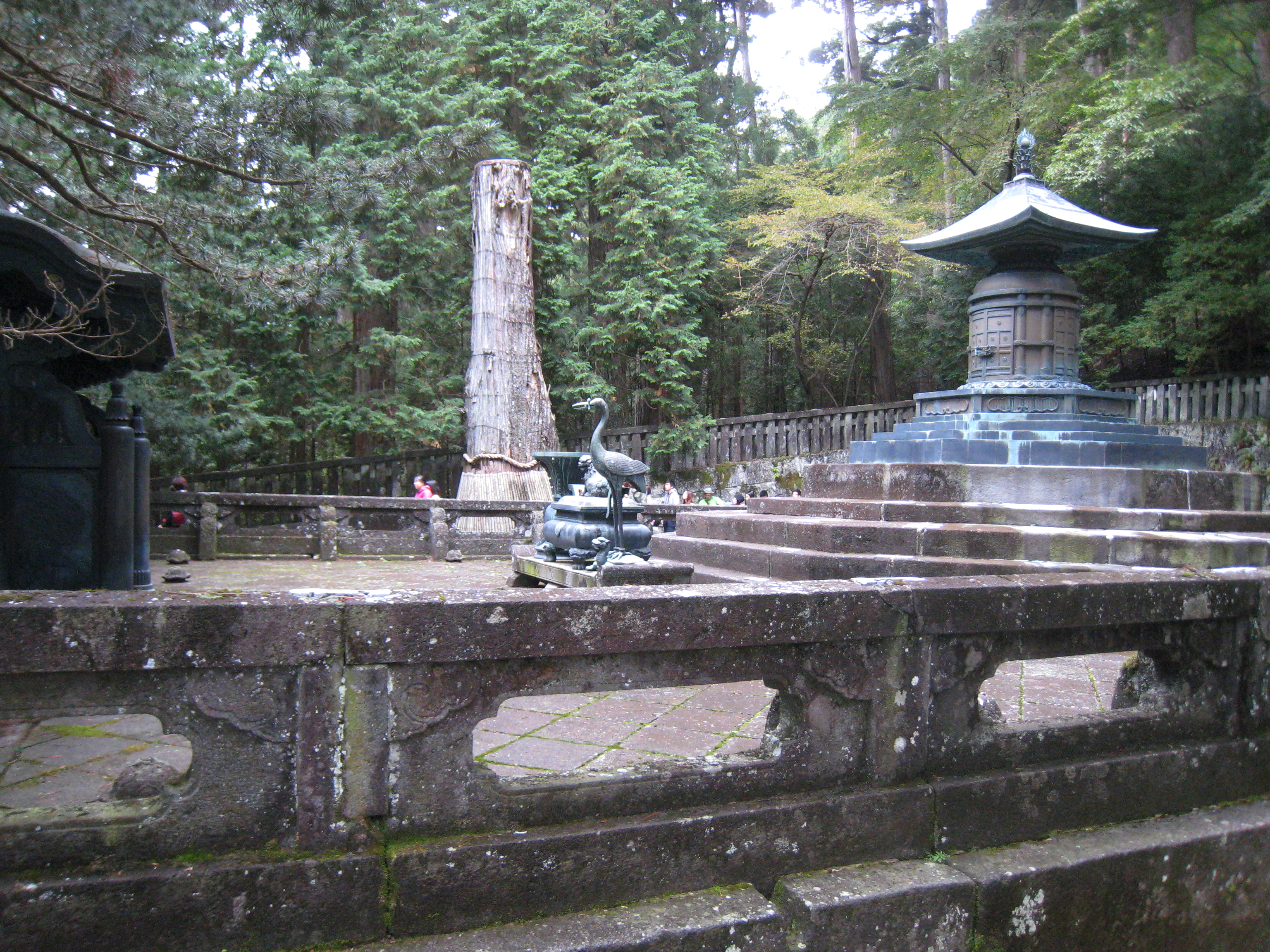
A sztúpa alakú urna

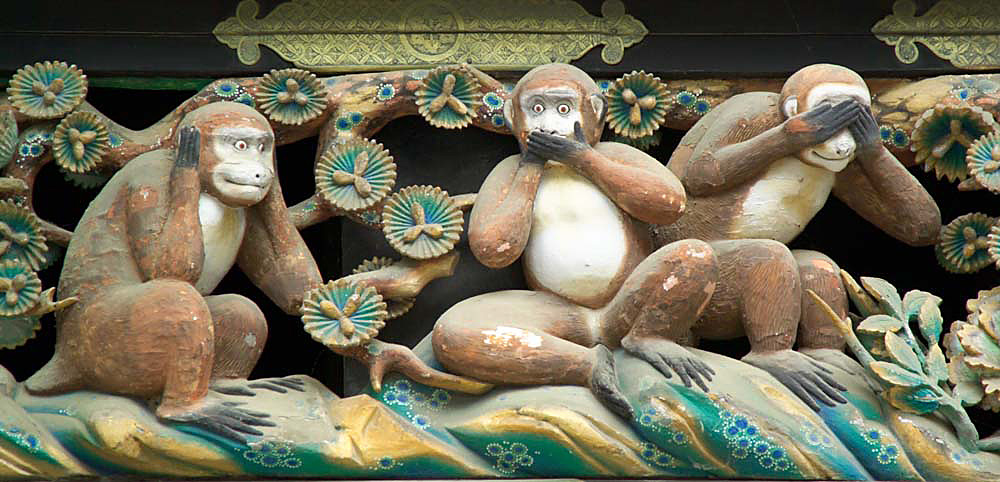
A három bölcs majom

Valószínűleg a sógun már életében dinasztiája jövendőbeli védőistenségeként képzelte el magát, ugyanakkor isteni nevét és mauzóleuma helyét is halála után határozták meg. Ezt a döntést legközelebbi vallási tanácsadóinak megkeseredett vitája előzte meg, amelyben végül a tendai buddhista szekta apátja, Tenkai győzedelmeskedett. Habár a Tósógút ma a sintóizmushoz számítják, mégis egy magas rangú buddhista szerzetes vállalta Iejaszu istenné nyilvánításában a vezető szerepet. Az, hogy a Tósógú egy ötemeletes pagodára vagy egy a gyógyítás buddhájának, Jakusi njorainak szentelt buddhista csarnokra jellemző elemeket is tartalmaz, a szentély alapjaiban véve buddhista koncepciójának ismeretében már nem meglepő. Figyelemre méltó ugyanakkor az a tény, hogy itt szigorúan véve kettő különböző, Tokugava Iejaszunak szentelt emlékhely található, egészen úgy, mintha a halott lelke egy buddhista és egy sintóista részre oszlott volna. Egyrészt Iejaszut a Tósógú fő szentélyében kamiként tisztelik, másrészt a terület még egy Iejaszu-sírnak is otthont ad, amely a formájából ítélve buddhista. Ez a szentély mögött, a hegyoldalban található, és belső szentélynek nevezik. Ennek a belső szentélynek a központi elemét egy sztúpa alakú sír alkotja. Habár a források nem emelkednek felül minden kétségen, minden jel arra mutat, hogy Iejaszu tényleges istenné avatási ceremóniái itt játszódtak le, és hogy földi maradványait is itt temették el. Iejaszu megistenült formája Tenkaitól a gongen (権現, gongen) isteni címet kapta, amelynek jelentése szó szerint „átalakult jelenség”. Ez a megnevezés a buddhizmusból ered, és arra utal, hogy az érintett kami igazából egy buddha, illetve egy buddhista ősformára, hondzsira (本地, honji) vezethető vissza. A gongen a modernség előtti időkben a különféle szentélyek istenségeinek megszokott címe volt, különösen az olyan szentélyek esetében, amelyek a tendai-buddhizmussal álltak kapcsolatban. Mindenestere, ha valaki egyes számban a Gongenről beszél, Tokugava Iejaszut érti alatta, akit népiesen Gongen-szamának neveztek. Így viseli Iejaszu nikkói mauzóleumának építészeti stílusa is a gongen-stílus elnevezést, habár más, öregebb szentélyeket is ehhez a stílushoz rendelnek. 

### Híres faragványok

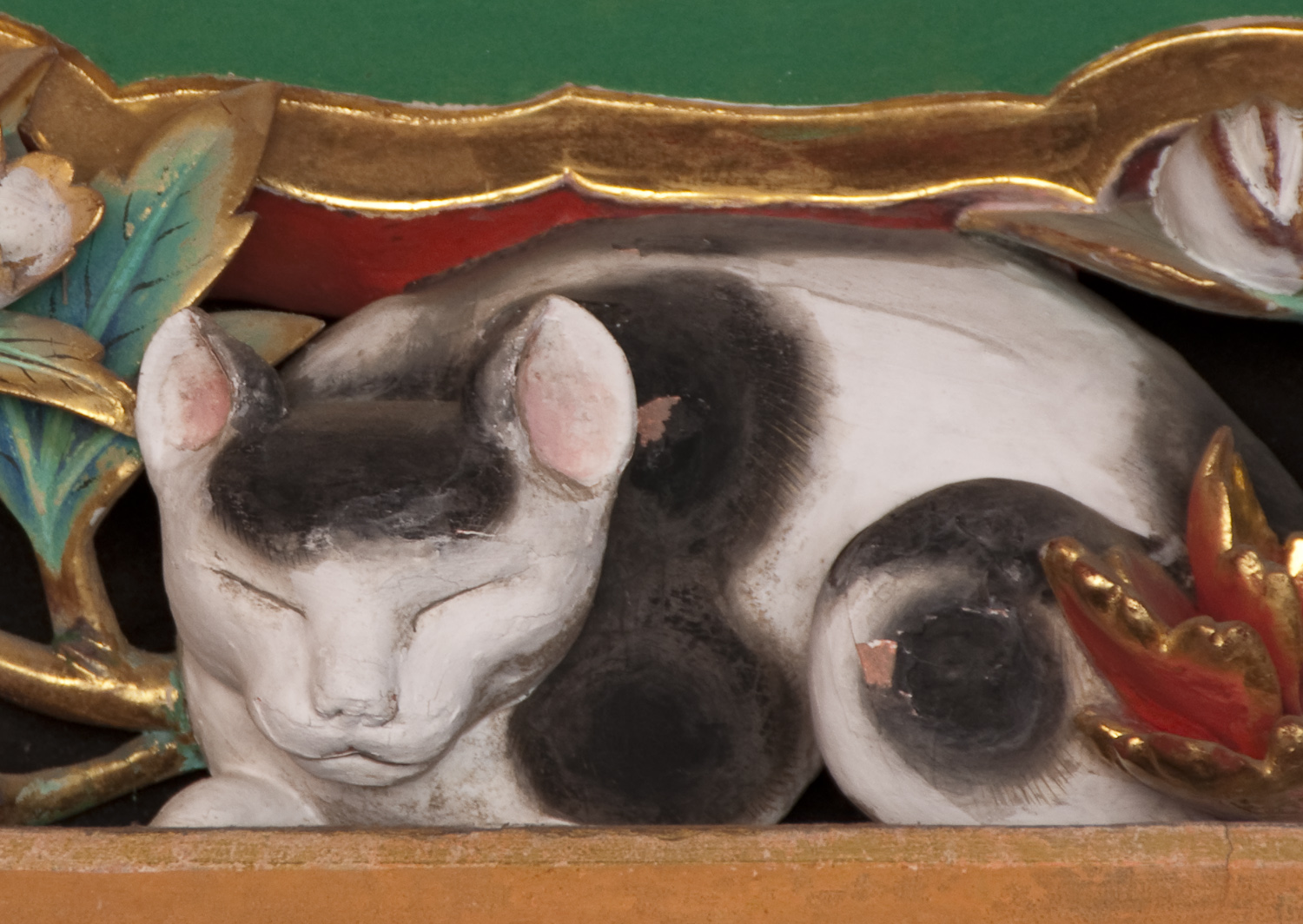
Az alvó macska

A Tósógú gazdag faragásai közül kitűnnek egyes állatok, amelyek közvetlenül a mindennapi életből kiragadottnak tűnnek, és valószínűleg ebből az okból kifolyólag különösen népszerűek. Itt elsőként a három bölcs majmot (三猿, sanzaru vagy sanen) kell megemlítenünk. Egy istállónak tervezett melléképületen találhatók. Szimbolikus jelentésük az Edo-korban még igen elterjedt kósin-hit ismeretében értelmezhető. Majdnem ugyanennyire ismert az alvó macska (眠り猫, nemuri neko), amely az Iejaszu buddhista sírjához vezető bejárat fölött található. A szobrocskát a legendák övezte művésznek, Hidari Dzsingorónak (左甚五郎, Hidari Jingorou) tulajdonítják. Úgy tartják, Dzsingoró ezzel az ábrázolással a sógun alattomosan ravasz természetére akart utalni: egy macskához hasonlóan szívesen színlelt „alvást”, habár maga körül mindent tökéletesen érzékelt. A harmadik legismertebb faragványcsoport egy raktárépületen látható, és két szürke elefántot ábrázol, amelyek különlegessége, hogy alkotójuk valószínűleg sosem látott igazi, élő elefántot. Az állatok megjelenéséből a szemlélő arra következtethet, hogy az alkotó nagyjából tisztában lehetett vele, hogyan is néz ki egy elefánt, de a számára ismeretlen részleteket fantáziáját felhasználva ábrázolta. Ebből az okból kifolyólag az itt ábrázolt állatokat képzelt elefántoknak (想像の象, souzou no zou) szokás nevezni.

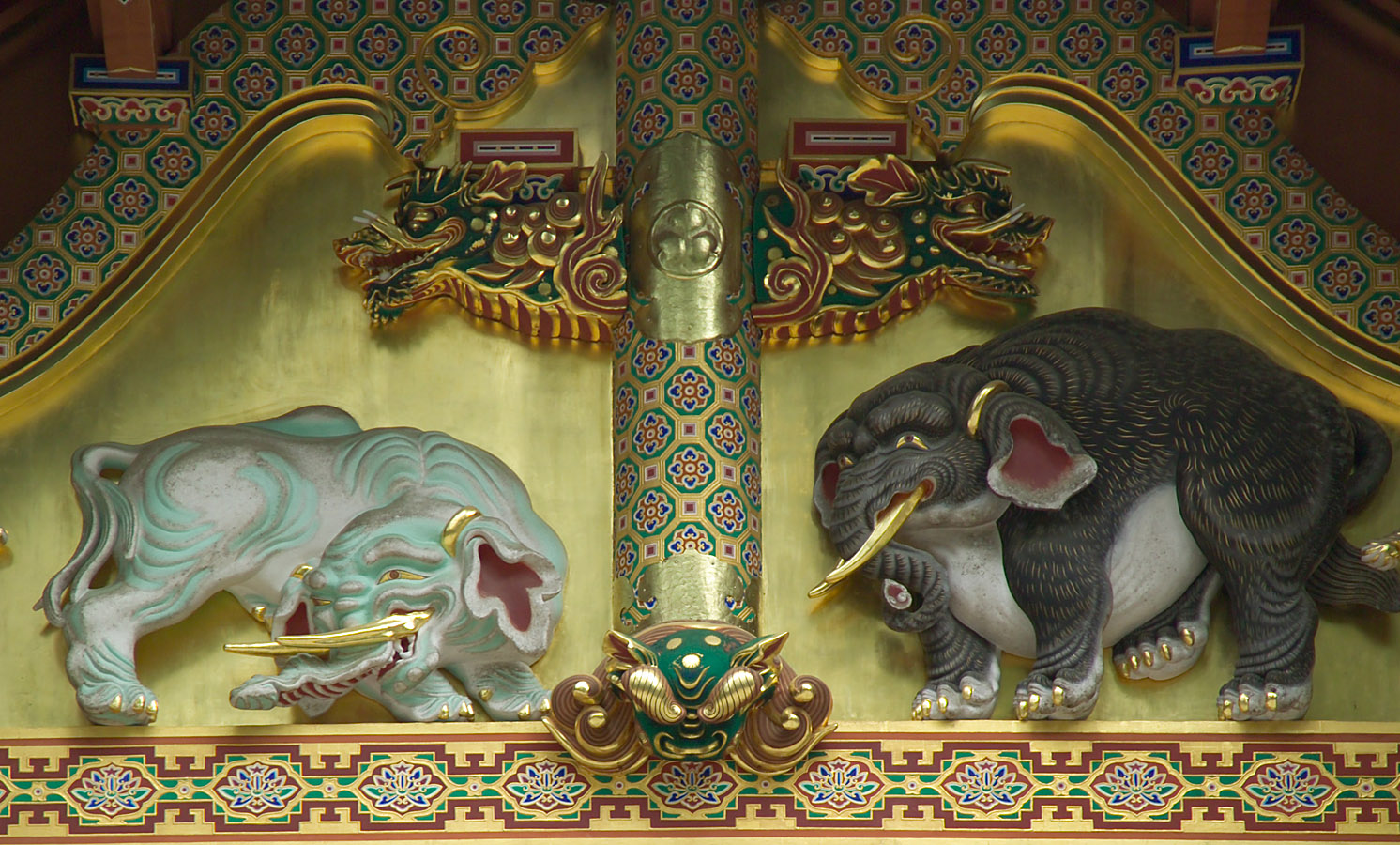
A képzelt elefántok

### Jómeimon és Karamon

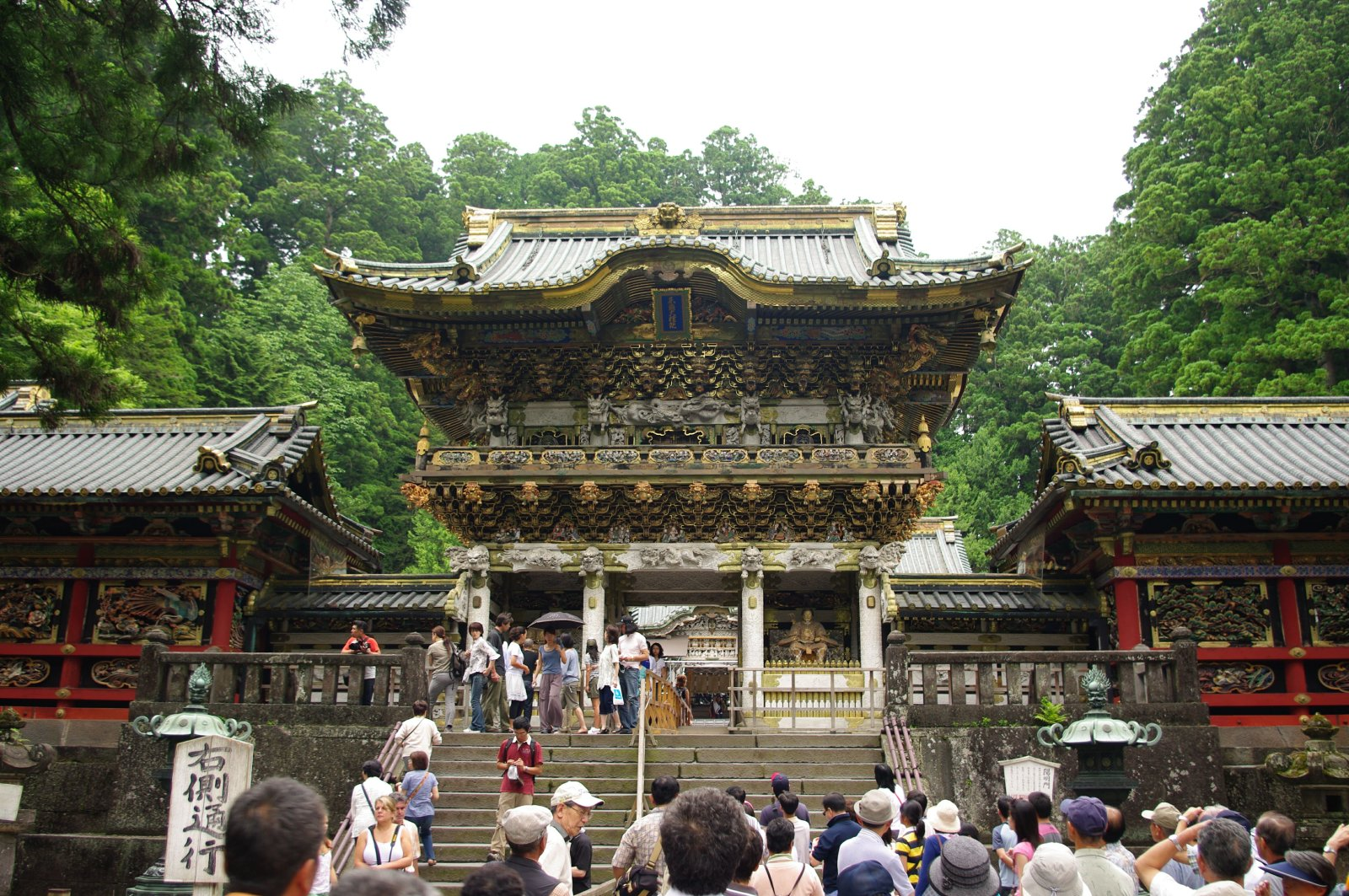
Tósógú, Jómeimon

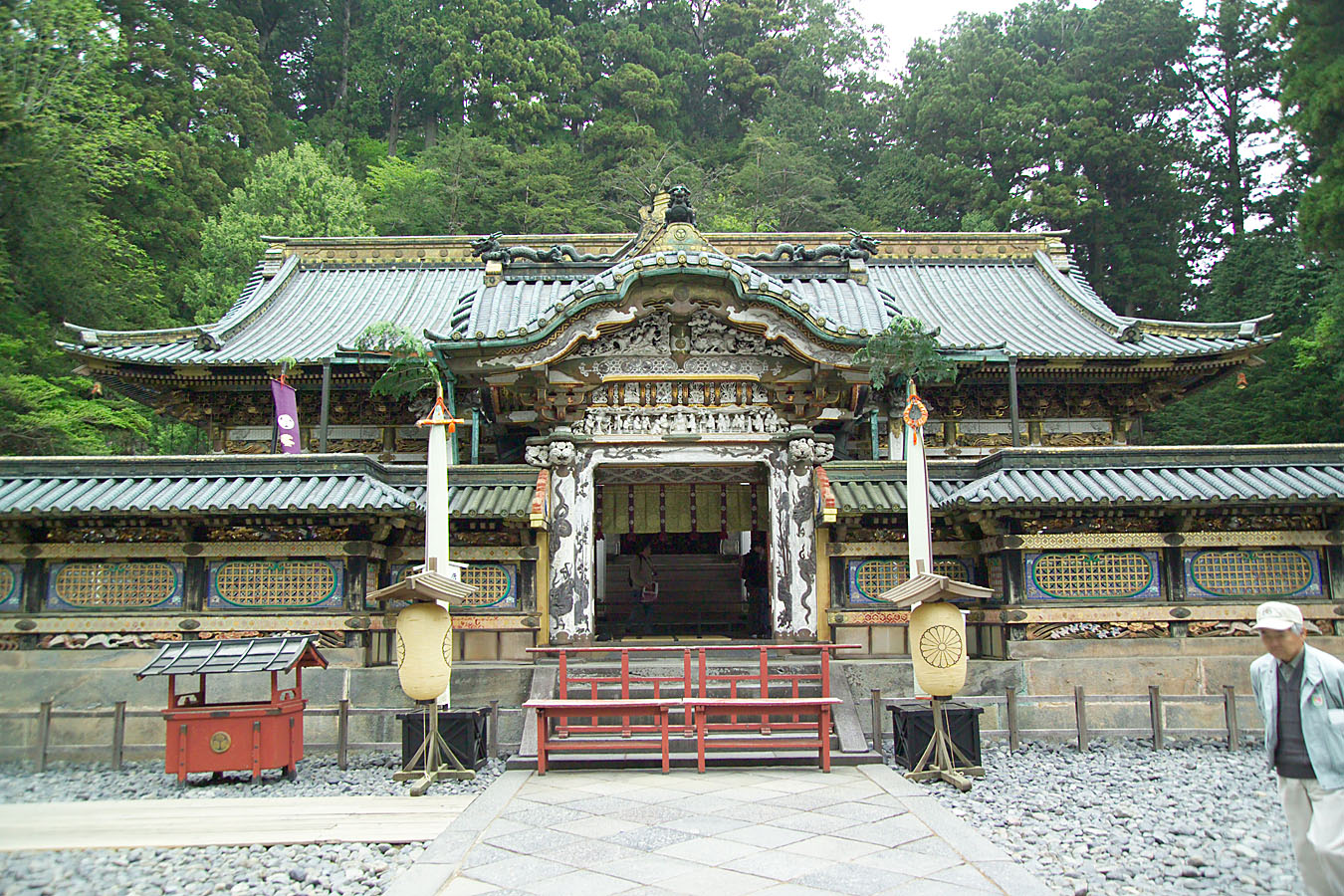
Tósógú, Karamon

Régen a szentély központi részéhez vezető Jómeimonnak (陽明門, Youmeimon) nevezett kapun csak a nemesség magas rangú tagjai haladhattak át. De már akkor is, ha az egyszerű halandó csak idáig jutott el, a kapu számtalan faragványa okot adott rá, hogy előtte időzve az egész napot gazdag díszítményeinek önfeledt szemlélésével töltse el. Legalábbis így magyarázzák, miért nevezik a kaput még többek között Higurasimonnak (日暮門, Higurashimon) is. A név jelentése: „a kapu, ahol az ember az egész napot eltölti”. A kapu formája alapvetően erősen emlékeztet a buddhista templomkapukéra, de sok részlete eltér az alapvető buddhista ikonográfiától. Elsőként a szokatlanul sok legendás állat ötlik szembe: sárkányok, oroszlánok vagy komainuk (狛犬,az elnevezés szó szerint koreai kutyát jelent, ezek a mitikus állatok megjelenésüket tekintve egy kutya és egy oroszlán keverékére hasonlítanak), kirinek (麒麟, lényegében az unikornisok kínai megfelelői, megjelenésüket tekintve egy sárkány és egy ló keverékére hasonlítanak) és elefántok vagy bakuk (獏 vagy貘, ezeknek a mitikus lényeknek a megjelenésé nagyban emlékeztet az elefántokéra, de például karmokkal is rendelkeznek, és a hiedelmek szerint megvédenek a rossz álmoktól). Ezeknek az állatoknak általánosan is a gonosz szellemekkel szembeni védelmező szerepet tulajdonítanak, amiért máshol is templomokat és szentélyeket díszítenek alakjaikkal, de a Jómeimonhoz hasonló nagy számban ezek az állati védelmezők máshol aligha lelhetők fel. Továbbá találhatók még itt emberi figurák is: a tanítványai körében megjelenő Konfuciusz mellett például a tanult ember négy előkelő szórakozását is ábrázolták. Ezek a lantjáték, a táblajáték, a kalligráfia és a festészet. Ez a kifejezetten kínai motívumválasztás a Jómeimon építésekor újszerűnek számító elemek egyike, amely a régebbi vallásos rendeltetésű épületeken nem található meg. Láthatólag tudatosan azon fáradoztak, hogy a vallásos ikonográfiában alternatívát találjanak egyrészt a buddhák meditatív nyugalmára, másrészt pedig a haragos bölcsességkirályok tiszteletet ébresztő erejére. Ehhez a hagyományos motívumoktól való elforduláshoz az is illik, hogy a megszokott buddhista kapuőrök alakját a Jómeimonban japán íjászok valósághű ábrázolásaira cserélték. A Tósógú ezzel a sokféleséggel a japán vallási irányzatok egymásba fonódásának szemléletes példája, amelynek esetében az őshonos és a buddhista istenségek megszokott kapcsolódása még a kínai mitológiából vett, szentként tisztelt bölcsekkel is kiegészül. A legkisebb részletekbe menően kidolgozott figuratív motívumoktól eltekintve a Jómeimon még egy további különlegességet is tartalmaz, amely csak a szakavatottaknak tűnik fel: a tizenkét fehérre festett tartóoszlop egyikéről van szó. Ez a bizonyos oszlop is ugyanazzal a díszítő motívummal (egy stilizált majomarc) van ellátva, mint az összes többi oszlop, azzal a különbséggel, hogy az arcot 180 fokkal elfordították; tehát az oszlop lényegében a feje tetejére van állítva. Ez azonban nem egy egyszerű tévedés, hanem egy különleges tabunak köszönhető, amelyről már Josida Kenkó középkorból származó Curezuregusza című műve (magyar címe: Az időűzés terítéke) is tudósít: a filozófiai munka szerint a túl tökéletes arányosság balszerencsét hoz, és pontosan ebből az okból kifolyólag figyeltek mindig a császári palotákban arra, hogy mindenképpen befejezetlenül hagyjanak egy részletet. A Jómeimon megfordított pillére tehát ennek az elképzelésnek megfelelően egy – kétségtelenül tökéletesen kidolgozott – tökéletesség ellenes elem. A fordítva felállított fatörzsek egyébként a népi hiedelmekben is a szellemek elleni védekezést szolgálhatták. A Jómeimon különleges oszlopa ezért viseli a magyarul kissé komikusan hangzó „fordított démonelhárító oszlop" (魔除けの逆柱, Mayoke no Sakabashira) elnevezést is. A Tósógú szentély esetében a vallási vonatkozások gazdagságát egy különösen díszes és figuratív szentélyépítészetnek feleltették meg, amely nem csak a Jómeimonon, hanem például a szentély legbelső területére vezető Karamonon (唐門, Karamon, jelentése: kínai kapu) is világosan kifejezésre kerül. Ez a kapu már a gongen-stílusú szentélyépületet védi a kíváncsi pillantásoktól. A Karamon kisebb, mint a Jómeimon, de legalább annyira gazdagon díszített. Mindkét kapu egyértelműen a létesítmény legpompásabb és legkidogozottabb építészeti elemi közé tartoznak.

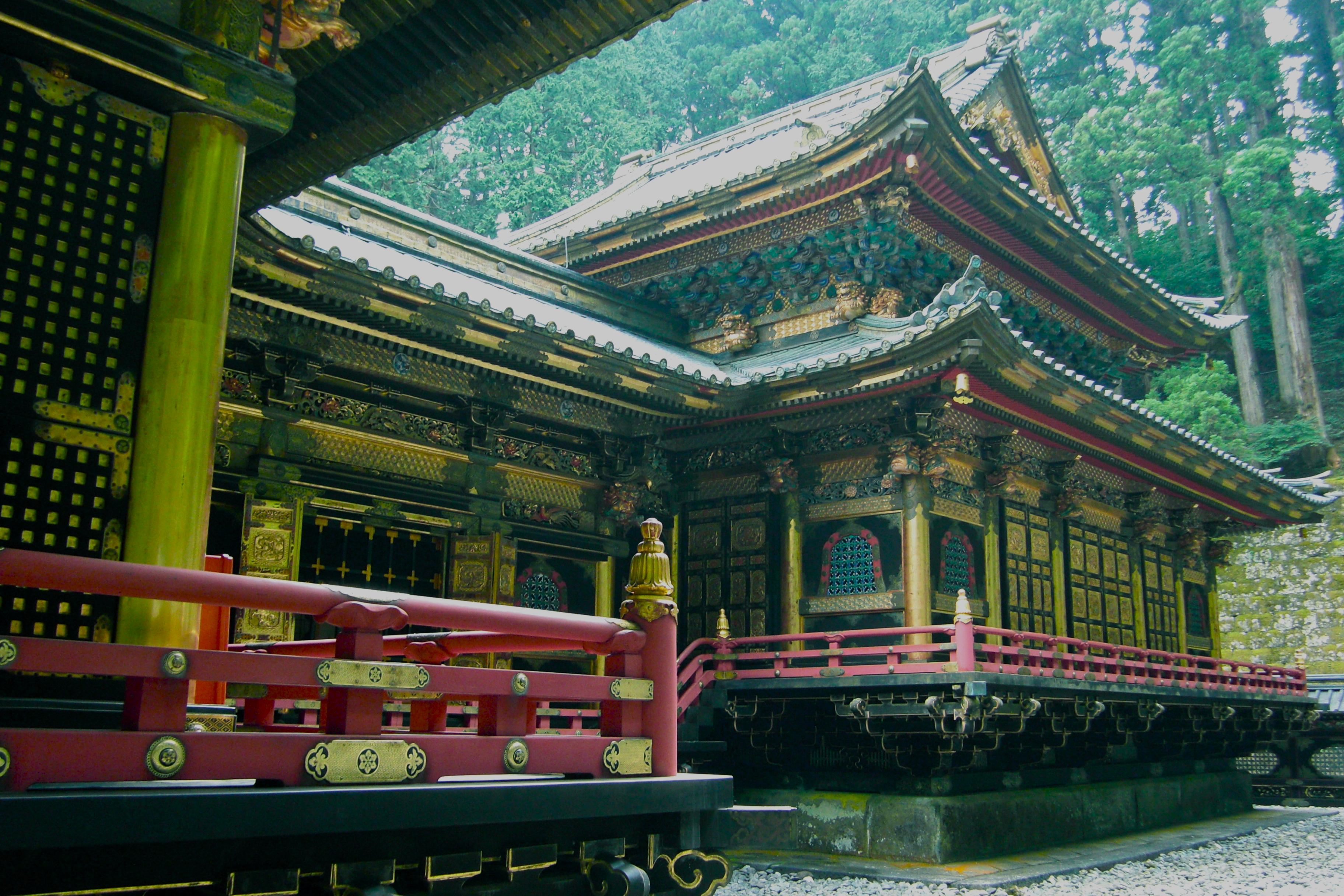
Honden, Taijúinbjó

## Taijúinbjó, a harmadik Tokugava-sógun mauzóleuma

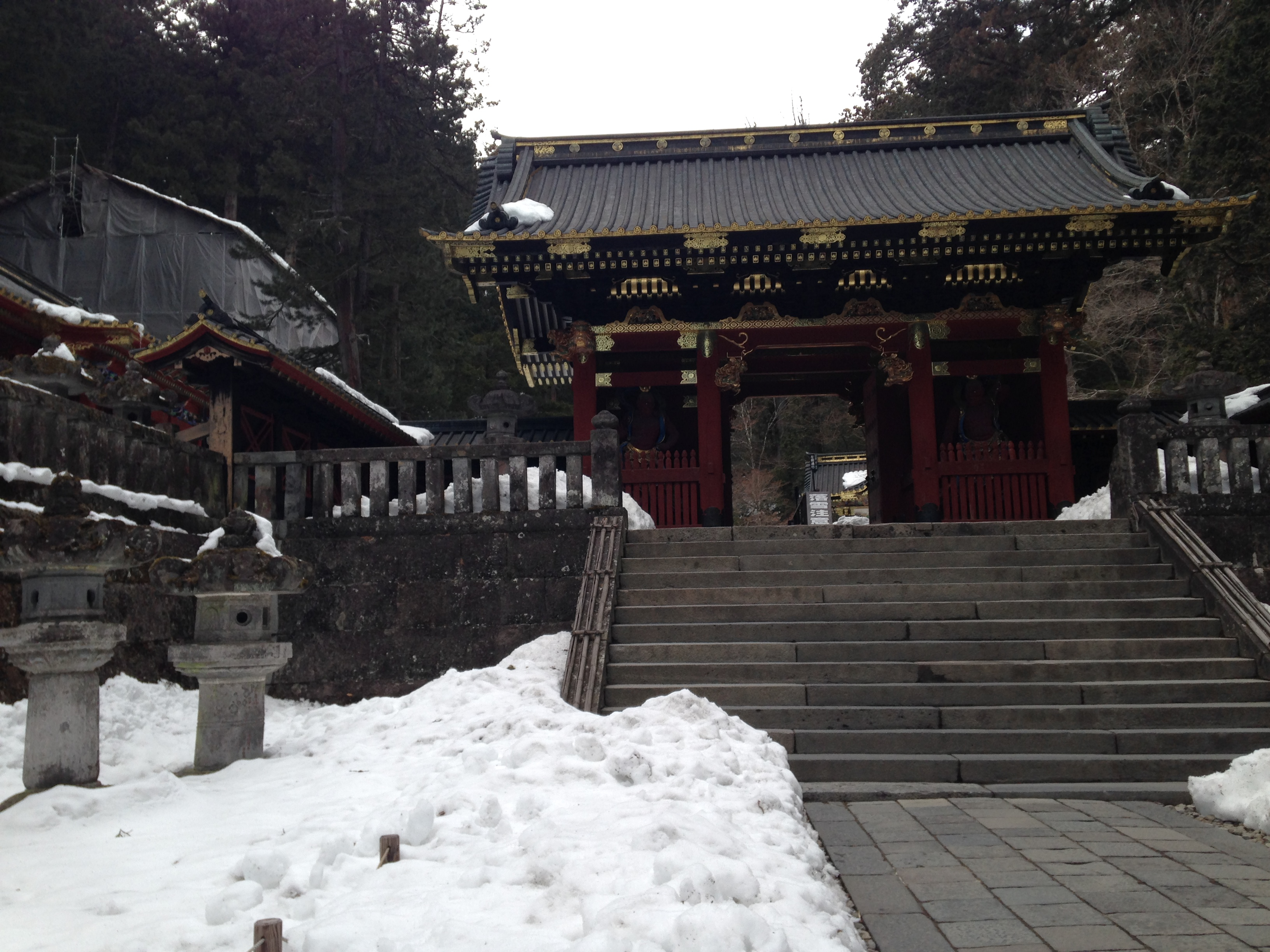
Niomon, Taijúinbjó

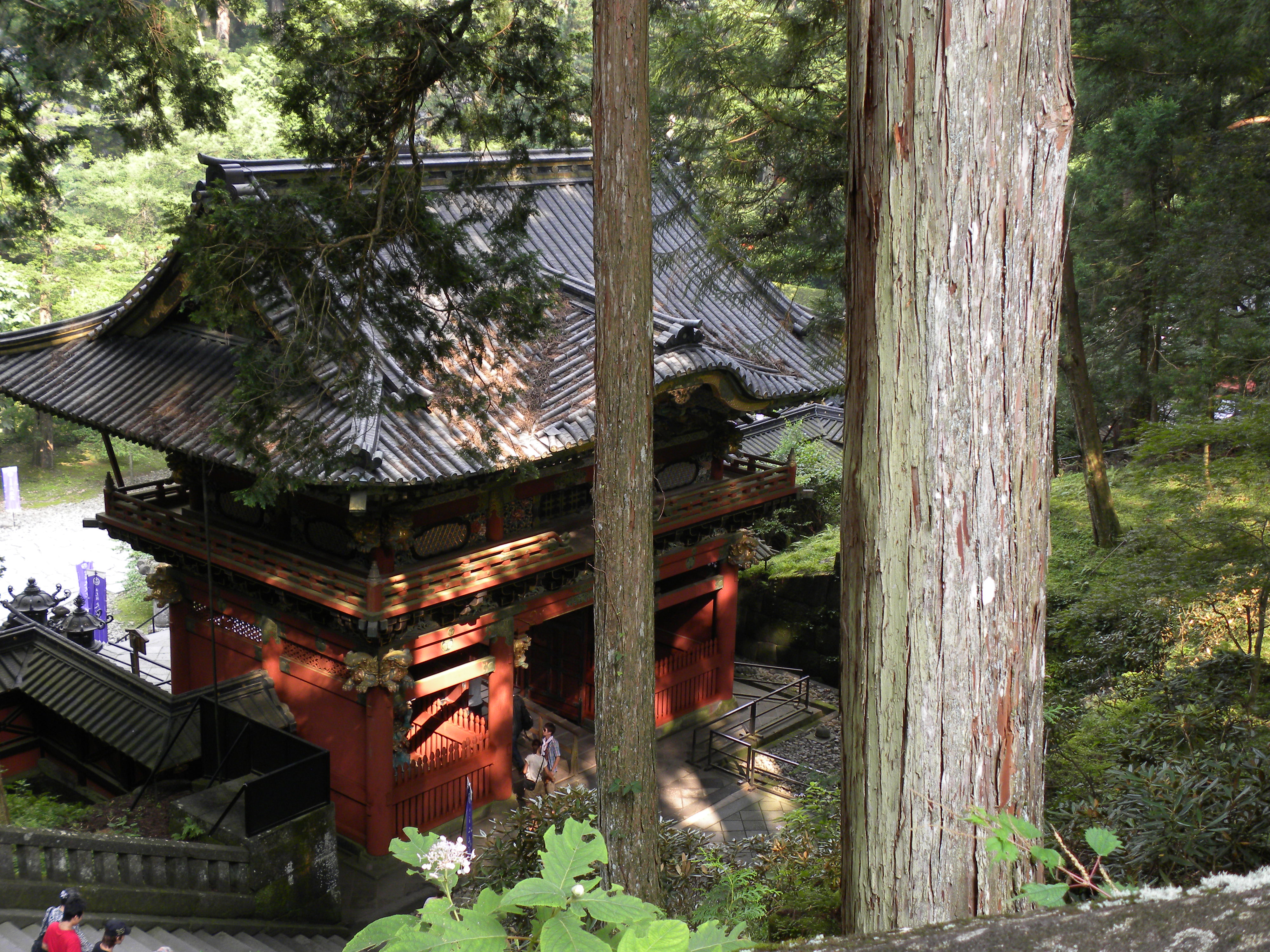
Nitenmon, Taijúinbjó

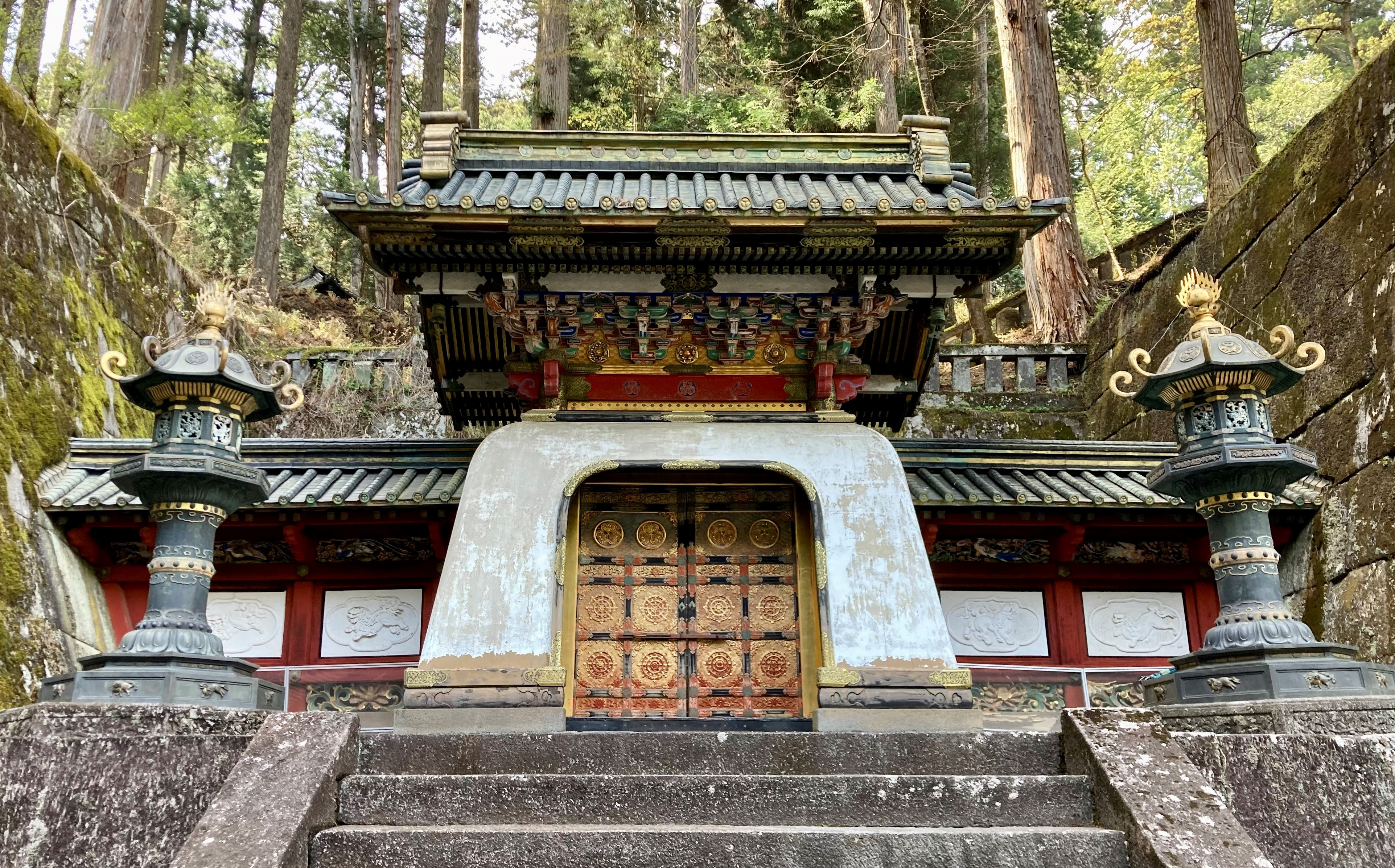
Kōka-mon, Taijúinbjó

Iejaszu Iemicu nevű unokájának, a harmadik Tokugava-sógunnak köszönhető, hogy Nikkó ma ismert pompájában kiépítésre került. Bár Iemicu is tisztelte köztiszteketben álló nagyapját, a felújítások elrendelésekor nem csak rá, hanem önmagára is gondolt: magának is emeltetett itt egy mauzóleumot, melyet posztumusz nevének megfelelően Taijúinnek vagy Taijúinbjónak (大猷院廟, Taiyuuinbyou) neveztek. Iemicu földi maradványait végrendeleti kívánságának megfelelően itt helyezték örök nyugalomra, és ezzel egy olyan megtiszteltetésben részesült, amely egy későbbi Tokugava-sógunnak sem adatott már meg. Elrendezésében és architektúrájában a Taijúinbjó a közeli Tósógú szentélyt idézi, mindenesetre valamivel kisebb annál és szándékosan valamennyivel szerényebbre is építették, mint az első Tokugava-sógun mauzóleumát. Így az épületek stilisztikailag zártabbnak és legalább ugyanannyira gazdagon díszítettnek tűnnek. Ennek a döntésnek az oka Iemicunak nagyapja iránt táplált mélységes tiszteletében keresendő. A Tósógú szentélytől nyugatra, kényelmes sétatávolságon belül található a cinóbervörös Niomon (仁王門, Niomon) kapu, a Taijúinbjó bejárata. Tovább haladva a látogatók a fényűzőbben díszített Nitenmon kapuhoz (二天門, Nitenmon) érnek, amelyet két mennyei király őriz. A kapu mögött két megnyerő szépségű épitészeti struktúra, balra egy dobtorony és jobbra egy harangtorony magasodik a látogatók fölé. Az imacsarnokot (japánul: haiden) egy újabb kapu, a Karamon rejti el szem elől. A fenséges kapunak kiemelkedő dísze egy fehér sárkányt ábrázoló, híres szobor. A egyszerű látogatók is beléphetnek az imacsarnokba, amelynek belseje gazdagon díszített: a látogatók többek között szép faragásokban, aranyozott lakkozású oszlopokban és falakban és egy elegáns kazettás mennyezetben gyönyörködhetnek. A főcsarnok (japánul: honden) közvetlenül az imacsarnok mögött helyezkedik el, de ide laikusok már nem léphetnek be, csak kívülről tekinthető meg. A két csarnokot egy rövid folyosó kapcsolja össze, és a két épület együttesen egy finom stílusú, ugyanakkor grandiózus homlokzattal rendelkezik. A csarnokok mellett, az épületegyüttes legbelső részén áll Tokugava Iemicu mauzóleuma, amelynek épülete nyugodt és tiszteletreméltó megjelenést kölcsönöz az altemplomnak. A Tósógúhoz hasonlóan, a Taijúinbjó is buddhista és sintóista strukturális elemek gazdag keverékét vonultatja fel. Ez a stíluskeveredés bevett szokásnak számított a kultikus helyek esetében, egészen a Meidzsi-korszakig, amikor a sintót szándékosan elválasztották a buddhizmustól. Országszerte távolították el a buddhista elemeket a sintó szentélyekről és fordítva, a sintó elemeket a buddhista templomokról, de a Tósógú és a Taijúinbjó esetében ez a szétválasztás nem ment teljesen végbe. Míg a Tósógút hivatalosan sintó szentélynek nyilvánították, a Taijúinbjó hivatalosan a közeli Rinnódzsi buddhista templom altemploma lett. És valóban: az épületmegnevezés -in (院,jelentése: templom) elárulja, hogy ebben az esetben szigorúan véve egy buddhista szentségről van szó, és ténylegesen Iemicu nem is számít kaminak. Ennek ellenére Iemicu személyes hagyatékából ismert, hogy magát nagyon is második Gongennek, azaz a Tokugavák második ősistenségének tartotta, miközben saját apját tudatosan kihagyta a sorból. A Tósógú és a Taijúinbjó stilisztikai hasonlóságaiban tehát Iemicu beteljesületlen kívánsága ismerhető fel: ő is vágyott rá, hogy nagyapja mellett a dinasztia istenőseként tiszteljék.

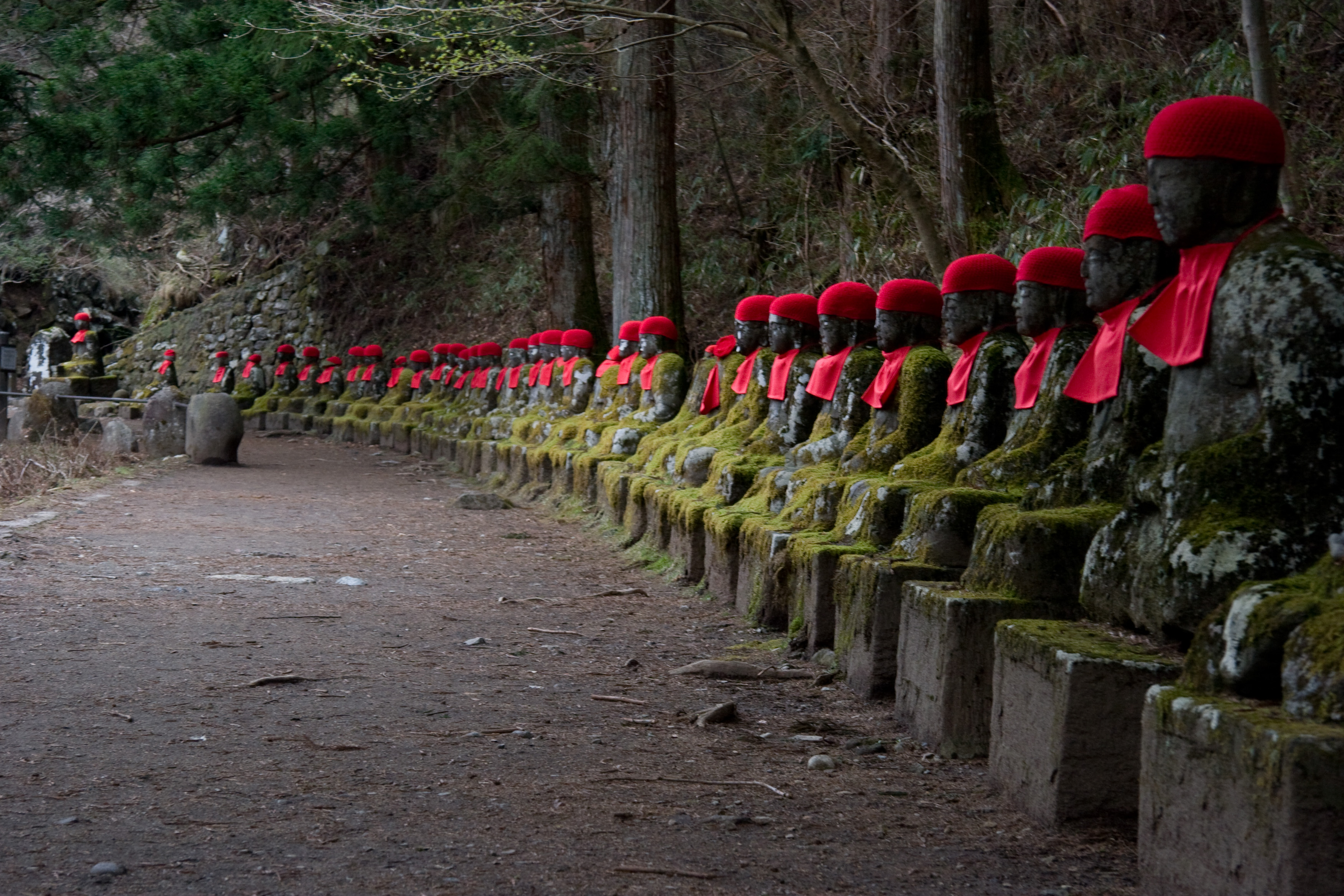
Dzsizó-szobrok hosszú sora

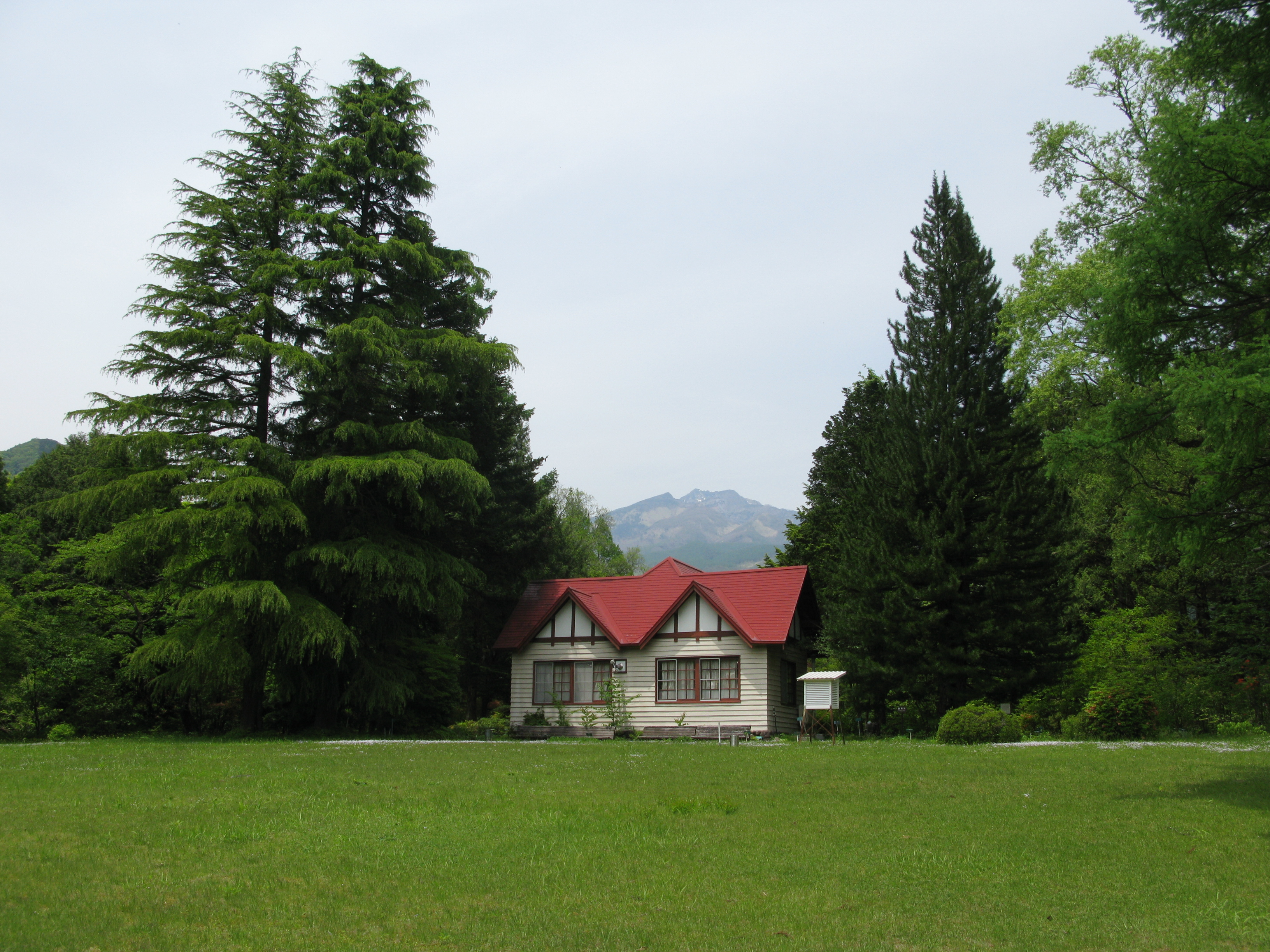
Nikkói Botanikus Kert

## Természetes környezet
Nikkóban az emberkéz által emelt környezet szépsége festői természeti szépséggel párosul. A város számos szentélyének és templomának szomszédságában bújik meg ennek a szépségnek két jellegzetes, a turisták által is kedvelt képviselője: a Kanmangafucsi szakadék (憾満ヶ淵, Kanmangafuchi) és a Nikkói Botanikus Kert (日光植物園, Nikkou Shokubutsuen). A Kanmangafucsi szakadékot a közeli Nantaiszan kitörése hozta létre. A szakadék Nikkó centrumának közelében fekszik, és mindössze pár száz méter hosszúságú. A szakadék természetes szépsége mellett még egy nagyjából 70 szoborból álló szoborsorról is ismert, amelynek minden tagja Dzsizót, az elhunytakat vezető bódhiszattvát ábrázolja. A szobrok rezzenéstelen kőarcukat a Nikkói Botanikus Kert féle fordítják. A botanikus kert tulajdonosa és fenntartója a tekintélyes Tokiói Egyetem, így ez a kert technikailag a szintén az egyetem tulajdonát képező, kutatási célokat szolgáló tokiói Koisikava Botanikus Kert (小石川植物園, Koishikawa Shokubutsuen) alá tartozik. A kertet 1902-ben nyitották meg azzal a céllal, hogy alpesi növényeket gyűjtsenek és tanulmányozzanak benne. A tágas és csendes kertet ösvények sűrű hálózata szövi át, amelyről kellemesen sétálva tekinthetők meg az információs táblácskákkal ellátott fák, cserjék és egyéb növények. Ma a Nikkói Botanikus Kertben több mint 1500 féle különböző növényfajta és nagyjából 2200 darab egyéni példány található, és a kertet továbbra is a Tokiói Egyetem használja az alpesi növények tanulmányozására. Az alpesi és hegyvidéki fajták mellett megtalálhatók itt még az ország minden területéről származó fafajták is.